# Acanthagrion taxaense
Acanthagrion taxaense är en trollsländeart som beskrevs av Santos 1965. Acanthagrion taxaense ingår i släktet Acanthagrion och familjen dammflicksländor. IUCN kategoriserar arten globalt som akut hotad. Inga underarter finns listade i Catalogue of Life.